# Onthophagus toopi
Onthophagus toopi es una especie de insecto del género Onthophagus, familia Scarabaeidae, orden Coleoptera.
Fue descrita científicamente por Monteith & Storey en 2013.